# Юго-восточный европейский университет
Юго-восточный европейский университет (SEEU) — университет в Тетово, Северная Македония, с филиалом в Скопье. Это первый частно-государственный некоммерческий университет в Северной Македонии.
Решение о создании Юго-восточного европейского университета в Тетово правительство приняло в январе 2001 года, на фоне решения о принятии поправок к конституцию, гарантирующих права национальных меньшинств. До этого использование языков нацменьшинств предусматривалось только до уровня среднего образования. Университет предполагалось финансировать из различных, в том числе иностранных, источников. В итоге вуз был основан в октябре 2001 года.
Является членом Балканской сети университетов и ассоциированным членом Европейской Ассоциации Университетов. SEEU является признанным и аккредитованным автономным высшим учебным заведением, которое было создано по соглашению между международными жертвователями, Правительством Республики Македонии и местным академическим сообществом.
Его основной целью было впервые в Северной Македонии предложить возможность говорящим на албанском получать аккредитованное высшее образование на родном языке. Университет был открыт для всех. По словам президента страны Георге Иванова, SEEU стал активным поборником толерантности, уважения к многоязычному и культурному разнообразию в области преподавания и исследований, разработке учебных программ с международной точки зрения, и что он вносит существенный вклад в прогресс научной мысли и межнационального согласия.
Сегодня университет концентрируется на предоставлении качественного высшего образования и научно-исследовательских возможностей на трех языках (албанском, македонском ианглийском языках) с упором на предметы, преподаваемые на английском языке.
В национальном рейтинге университетов Северной Македонии, в феврале 2012 года, SEEU занял второе место из девятнадцати высших учебных заведений согласно рейтинговой системе введённой Шанхайским университетом транспорта в сотрудничестве с Министерством образования и науки.
SEEU является крупнейшим частно-государственным некоммерческим университетом, обучая наибольшее количество студентов в Северной Македонии.

## Академические программы
SEEU является унитарным университетом с пятью факультетами, включающими базовые и послевузовские программы в социально-экономических дисциплинах: экономике и делопроизводстве; государственном управлении и политологии; праве; современной науке и технологии; языках, культуре и коммуникациях. Все предлагаемые программы — модульные и следуют образцу Европейской кредитно-трансферной системы (ЕКТС), в соответствии с Болонским соглашением, давая студентам возможность специализироваться или взять более широкие программы. Дипломы университета признаются как в Европе, так и во всём мире.
С момента своего создания, университет предлагает программы обучения на трех языках: албанском, македонском и английском языках.